# Lars Malgefors
Lars Erik Vilhelm Malgefors, född den 25 februari 1921 i Lindesberg, död den 15 mars 2008 i Stockholm, var en svensk journalist.
Malgefors började sin yrkeskarriär på Motala Tidning. Bland tidningar han senare arbetade för märktes Östgöta Correspondenten, Aftonposten i Göteborg, Expressen och Röster i radio-TV. Som kåsör använde han signaturen "Malge".
Malgefors hade även mindre roller i ett par svenska filmer.

## Filmografi roller
- 1968 – Flickorna
- 1971 – Äppelkriget